# 지방도 제713호선
지방도 제713호선은 전북특별자치도 김제시 금구면 대화리 대야삼거리에서 완주군을 거쳐서 전주시 덕진구 반월동 화개네거리를 잇는 전북특별자치도의 지방도이다. 전주혁신도시를 경유하며, 전주시 구간은 왕복 6차선 도로로 되어 있다.

## 연혁
- 2014년 8월 22일 : 전북혁신도시 진입도로(완주군 이서면 반교리) 360m 구간 개통[1]
- 2014년 10월 17일 : 전주시 덕진구 장동 ~ 완주군 이서면 반교리 4.85km 구간 개통 및 기존 도로 폐지[2]
- 2015년 9월 4일 : 전북혁신도시 개발로 인해 혁신도시 내 2.4km 구간 폐지[3]

## 주요 경유지
- 김제시
  - 금구면 대야삼거리 - 이성교

- 완주군
  - 이서면 이성교 - 이성리 - 상개리 - 돌꼭지 교차로 - 반교지하차도 - 농촌진흥청 국립농업과학원 - 갈산리 - 원천1교 - 국립식량과학원 - 전주혁신도시

- 전주시
  - 덕진구 전주혁신도시 - 기지교 - 장동 - 화개네거리

## 도로명
- 김제시 금구면 대야삼거리 ~ 완주군 이서면 갈산리 : 이서남로
- 완주군 이서면 갈산리 ~ 원천1교 동단 : 농생명로
- 완주군 이서면 원천1교 동단 ~ 전주시 덕진구 화개네거리 : 혁신로